# Tarka halkapó
A tarka halkapó (Ceryle rudis) a madarak osztályának szalakótaalakúak (Coraciiformes)  rendjébe és a jégmadárfélék (Alcedinidae) családjába tartozó Ceryle egyetlen faja.

## Előfordulása
Afrikában a Szahara alatti területeken, Törökországban, a Közel-Keleten és Ázsia délkeleti részén honos. Tenger- és folyópartok, valamint mocsarak lakója.

## Alfajai
- Ceryle rudis insignis
- Ceryle rudis leucomelanurus
- Ceryle rudis rudis
- Ceryle rudis syriacus
- Ceryle rudis travancoreensis

## Megjelenése
Testhossza 28 centiméter. Felállítható bóbitát visel. A felsőrészének tollazata feketén és fehéren tarkázott, alsó oldalán pedig egy vagy két fekete mellszalag található, a combján lévő néhány sötét folt kivételével tiszta fehér. Szeme sötétbarna, csőre fekete, lába barna.

## Életmódja
A víz felett szitálva keresi táplálékát, majd a víz alá bukva fogja meg. Halakat, rákokat és rovarokat zsákmányol.
|  |  |

## Szaporodása

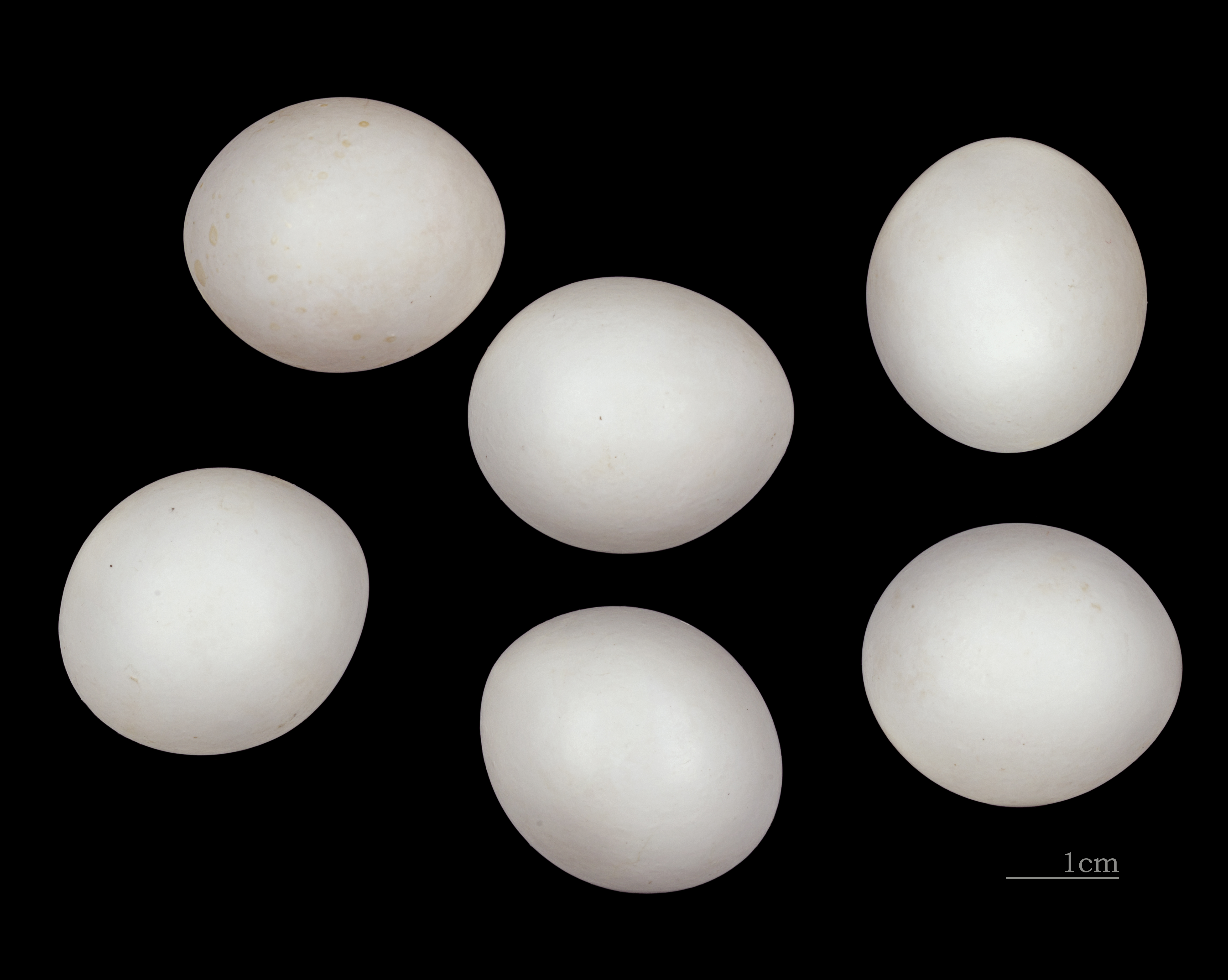
Ceryle rudis

A vízparti homokfalba készíti költőüregét. Fészekalja 3-6 tojásból áll.